# Seis Naciones Femenino 2005
El Seis Naciones Femenino 2005 fue la décima edición del principal torneo de rugby femenino europeo.

## Participantes
- Escocia
- España
- Francia
- Gales
- Inglaterra
- Irlanda

## Clasificación
| Pos. | País       | Partidos | Partidos | Partidos  | Partidos | Anotación | Anotación | Anotación  | Puntos |
| Pos. | País       | Jugados  | Ganados  | Empatados | Perdidos | A favor   | En contra | Diferencia | Puntos |
| ---- | ---------- | -------- | -------- | --------- | -------- | --------- | --------- | ---------- | ------ |
| 1    | Francia    | 5        | 5        | 0         | 0        | 156       | 25        | +131       | 10     |
| 2    | Inglaterra | 5        | 4        | 0         | 1        | 221       | 23        | +198       | 8      |
| 3    | Escocia    | 5        | 3        | 0         | 2        | 81        | 57        | +24        | 6      |
| 4    | España     | 5        | 1        | 1         | 3        | 32        | 161       | -129       | 3      |
| 5    | Irlanda    | 5        | 1        | 0         | 4        | 33        | 106       | -73        | 2      |
| 6    | Gales      | 5        | 0        | 1         | 4        | 21        | 172       | -151       | 1      |

## Resultados
| 4 de febrero | Francia | 22 - 15 | Escocia |  |  |

| 4 de febrero | Gales | 0 - 81 | Inglaterra |  |  |

| 5 de febrero | España | 19 - 17 | Irlanda |  |  |

| 12 de febrero | Escocia | 15 - 5 | Irlanda |  |  |

| 12 de febrero | España | 10 - 10 | Gales |  |  |

| 13 de febrero | Inglaterra | 10 - 13 | Francia |  |  |

| 25 de febrero | Francia | 48 - 0 | Gales |  |  |

| 26 de febrero | Irlanda | 0 - 32 | Inglaterra |  |  |

| 26 de febrero | Escocia | 19 - 3 | España |  |  |

| 12 de marzo | Inglaterra | 76 - 0 | España |  |  |

| 13 de marzo | Irlanda | 0 - 34 | Francia |  |  |

| 13 de marzo | Escocia | 22 - 5 | Gales |  |  |

| 18 de marzo | Gales | 6 - 11 | Irlanda |  |  |

| 19 de marzo | Inglaterra | 22 - 10 | Escocia |  |  |

| 19 de marzo | España | 0 - 39 | Francia |  |  |

| Bandera de Francia |
| Campeón Francia    |
| Tercer título      |